# Lagos
Lagos (en yoruba, Èkó) es una ciudad portuaria ubicada en las costas de Nigeria, en el estado homónimo, del que fue capital hasta 1991, en la costa de la bahía de Benín y en un archipiélago frente al continente. Con una población de 16 536 000 habitantes (proyección 2024) se trata de la ciudad más poblada del país y de África (Kinsasa y El Cairo ocupan el segundo y tercer lugar respectivamente). Es además la ciudad de mayor crecimiento demográfico del continente africano y la séptima en el mundo así como el núcleo de la mayor Área Metropolitana de África y la 24.ª del mundo en cuanto a población.
El municipio de Lagos, que abarcaba las islas de Lagos (localmente conocidas como Eko), Ikoyi y la isla Victoria, al igual que parte del territorio continental, era administrado por el LCC (Ayuntamiento de la Ciudad de Lagos, por sus siglas en inglés), pero fue disuelto en 1976 y dividido en varias AGL (áreas de gobierno local). El territorio más allá del municipio de Lagos, por otra parte, comprendía varios poblados y asentamientos separados tales como Mushin, Ikeja y Agege. Lagos fue la antigua capital del país hasta que en 1991 esta se trasladó a Abuya, situada en el interior del país.

## Toponimia
La zona que ocupa la ciudad fue principalmente un campo de batalla en el que luchaban hombres del antiguo Reino de Benín, que se referían a la misma con el nombre de Eko. La etnia yoruba continúa refiriéndose a la ciudad con dicho nombre. El nombre actual de la ciudad fue otorgado por los comerciantes portugueses que fueron quienes establecieron el primer asentamiento permanente.

## Historia
Con la exploración de la costa oeste de África que fue llevada a cabo por Portugal se produjo un auge del comercio de especias, marfil y esclavos y fue necesario establecer diversos puestos comerciales en el continente. Uno de estos puertos fue establecido por el conquistador Rui de Sequeira en 1472 en la isla, y recibió la denominación de lago de Curamo, que más tarde, tras una segunda expedición, se convertiría simplemente en "Lagos". El nuevo asentamiento pronto se convirtió en el más importante del país luso en la Guinea.
La ciudad floreció bajo dominio portugués y en 1861 pasó a manos británicas, convirtiéndose así en un centro comercial británico en el oeste africano. Posteriormente, en 1900, Lagos fue incorporada a la colonia de Nigeria convirtiéndose además en su nueva capital.

Vista de una calle de Lagos.

La exportación de materias primas fue un próspero negocio colonial, pero el verdadero crecimiento de la ciudad se originaría durante las boyantes décadas de los años 1960 y 70. De esta manera Lagos se convirtió en un imán para los pueblos pobres de África Occidental. La llegada descontrolada de inmigrantes ocasionó que surgieran suburbios empobrecidos alrededor de la ciudad, y la calidad de vida del lagosense típico decayó.
A pesar de que el estado de Lagos posee la aglomeración urbana más grande de África, con más de 12 millones de habitantes, en 1991, el gobierno de Nigeria decidió trasladar la capital a Abuya, donde en los últimos años se habían estado construyendo edificios administrativos y gubernamentales. Abuya ganó su estatus de capital del país oficialmente el 12 de diciembre de 1991, aunque la decisión de mover la capital federal había sido tomada en el Decreto n.º 6 de 1976.
Pese a este cambio, la ciudad continúa siendo el centro administrativo y comercial, del país y su área de influencia se extiende fuera de la isla de Lagos que está conectada a tierra firme por tres largos puentes: el Eko, el Carter, y el Tercer Puente. Las islas de Ikoyi y Victoria también forman parte de su área metropolitana, como también lo hace Makoko, antiguo poblado palafítico construido sobre la laguna de Lagos, cuyos canales sirven hoy para el transporte y almacenamiento de madera. Convertido en un suburbio marginal con graves problemas sociales, Makoko se encuentra en peligro de desaparición por el aumento del nivel del agua.

## Geografía

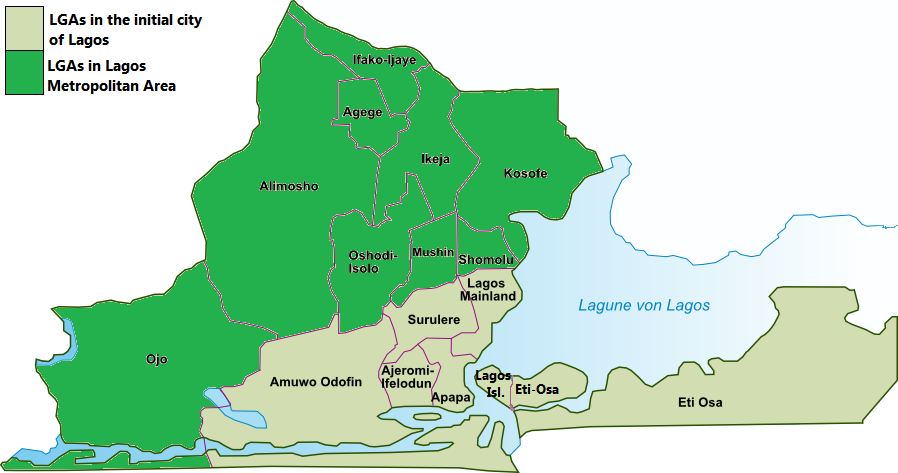
Mapa de los distritos de Lagos

### Lagos Continental
La ciudad de Lagos se encuentra en el sudoeste de Nigeria, en la costa atlántica en el golfo de Guinea, al oeste del delta del río Níger, situado en la longitud 3°24′ E y latitud 6°27′ N. En este tramo las abundantes precipitaciones del África occidental costera y los ríos que desembocan en el mar forman lagunas pantanosas como la laguna de Lagos tras largos arenales costeros o barras de arena. Algunos ríos, como Badagry Creek llevan un flujo paralelo a la costa a cierta distancia antes de encontrar una salida a través de los bancos de arena del mar.
Las dos islas principales ciudades de Lagos en la laguna Lagos son Isla Victoria. Estas islas están separadas del continente por el canal principal de drenaje de la laguna en el océano Atlántico, que forma Lagos Puerto. Las islas están separadas entre sí por arroyos de diferentes tamaños y están conectados a la Isla de Lagos por puentes. Sin embargo, las secciones más pequeñas de algunas calas de arena han sido cubiertos y construcciones.

### Isla de Lagos (Lagos Island)

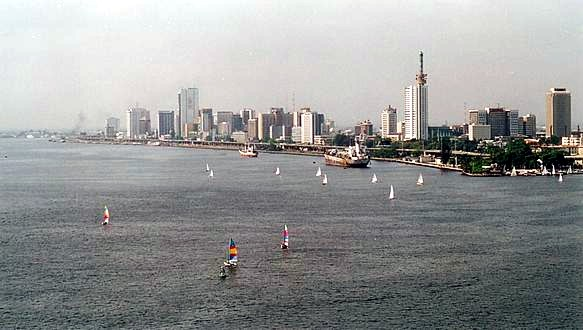
Vista de la Isla de Lagos desde el canal de entrada al puerto

Isla de Lagos contiene muchos de los mayores mercados de Lagos, su distrito central de negocios, el Museo Nacional, la mezquita Central, el Glover Memorial Hall, la Christ's Church Cathedral y el palacio del Oba se encuentran allí. Aunque anteriormente en estado de postergación, Tinubu Square, en la Isla de Lagos, es un sitio de importancia histórica; fue aquí que la ceremonia de la amalgama que unificó el Norte y el Sur del protectorado para formar Nigeria tuvo lugar en 1914.

### Isla Ikoyi
La isla Ikoyi está situada en la mitad oriental de la Isla de Lagos, y es en donde se encuentran ubicadas la sede del gobierno federal y todos los edificios del gobierno. También cuenta con muchos hoteles, y uno de los más grandes campos de golf de África. Originalmente un barrio de clase media, en los últimos años, se ha convertido en un enclave residencial de moda para la clase media alta y alta.
La mayoría de la población vive en el continente, así como también la mayor parte de las industrias. Lagos es conocida por su música y vida nocturna que solían situarse en los alrededores de Yaba y Surulere, pero en los últimos años más clubs nocturnos han surgido en la isla, especialmente en la Isla Victoria, convirtiéndose en los principales atractivos de vida nocturna. Los distritos de Lagos continental incluyen Ebute-Meta, Surulere, Yaba (Lagos) (sitio de la Universidad de Lagos), Mushin, Maryland, Isolo, Ikotun, Ipaja, Ejigbo e Ikeja (sitio del Aeropuerto Internacional Murtala Muhammed y capital del Estado de Lagos).

### Isla Sara
La Isla Sara y Rosa Isla se sitúan al sur de la Isla de Lagos. Tienen algunas de las propiedades más caras de los bienes raíces en África, muchos condominios de lujo y apartamentos están floreciendo por todas partes. Junto con Ikoyi, Isla Victoria, ocupa un área importante en los suburbios de Lagos, que se jacta de varios distritos de compras considerables (incluidas las de Nigeria, el mayor centro comercial y sala de cine) y varias playas de moda.
Al otro lado del canal principal de la laguna de Lagos Island, una pequeña isla llamada Isla Iddo está situado cerca de la parte continental, y ahora está conectada con el continente como una península. Tres grandes puentes unen la Isla de Lagos a la parte continental: Eko Bridge y Carter Bridge, que parten de Iddo Island y el Tercer puente continental, que pasa a través de los suburbios continentales densamente poblados a través de la laguna de Lagos.

## Clima
El clima de Lagos es similar al del resto del sur de Nigeria. Hay dos temporadas lluviosas, la más fuerte cae entre abril y julio, la otra, más débil, cae entre septiembre y noviembre. Entre diciembre y marzo transcurre la temporada de sequía más larga, y la precipitación pluvial de enero es de sólo 35 mm. Durante la temporada de sequía llegan vientos secos y cargados de polvo (vientos Harmattan) desde el desierto del Sahara, en el norte. Según BBC Weather, la temperatura media en enero es 27 °C (79 °F) y para julio es de 25 °C (77 °F). El mes más caluroso es marzo; con una temperatura media de 29 °C (84 °F).
| Parámetros climáticos promedio de Lagos, Nigeria | Parámetros climáticos promedio de Lagos, Nigeria | Parámetros climáticos promedio de Lagos, Nigeria | Parámetros climáticos promedio de Lagos, Nigeria | Parámetros climáticos promedio de Lagos, Nigeria | Parámetros climáticos promedio de Lagos, Nigeria | Parámetros climáticos promedio de Lagos, Nigeria | Parámetros climáticos promedio de Lagos, Nigeria | Parámetros climáticos promedio de Lagos, Nigeria | Parámetros climáticos promedio de Lagos, Nigeria | Parámetros climáticos promedio de Lagos, Nigeria | Parámetros climáticos promedio de Lagos, Nigeria | Parámetros climáticos promedio de Lagos, Nigeria | Parámetros climáticos promedio de Lagos, Nigeria |
| Mes                                              | Ene.                                             | Feb.                                             | Mar.                                             | Abr.                                             | May.                                             | Jun.                                             | Jul.                                             | Ago.                                             | Sep.                                             | Oct.                                             | Nov.                                             | Dic.                                             | Anual                                            |
| ------------------------------------------------ | ------------------------------------------------ | ------------------------------------------------ | ------------------------------------------------ | ------------------------------------------------ | ------------------------------------------------ | ------------------------------------------------ | ------------------------------------------------ | ------------------------------------------------ | ------------------------------------------------ | ------------------------------------------------ | ------------------------------------------------ | ------------------------------------------------ | ------------------------------------------------ |
| Temp. máx. abs. (°C)                             | 40.0                                             | 37.1                                             | 37.0                                             | 39.6                                             | 37.0                                             | 37.6                                             | 33.2                                             | 33.0                                             | 33.2                                             | 33.7                                             | 39.9                                             | 36.4                                             | 40.0                                             |
| Temp. máx. media (°C)                            | 32.2                                             | 33.2                                             | 32.9                                             | 32.2                                             | 30.9                                             | 29.3                                             | 28.2                                             | 28.3                                             | 28.9                                             | 30.3                                             | 31.4                                             | 31.8                                             | 30.8                                             |
| Temp. media (°C)                                 | 27.3                                             | 28.4                                             | 28.5                                             | 28.0                                             | 27.0                                             | 25.6                                             | 25.2                                             | 25.0                                             | 25.5                                             | 26.4                                             | 27.2                                             | 27.2                                             | 26.8                                             |
| Temp. mín. media (°C)                            | 22.4                                             | 23.7                                             | 24.1                                             | 23.7                                             | 23.2                                             | 21.9                                             | 22.3                                             | 21.8                                             | 22.1                                             | 22.4                                             | 23.0                                             | 22.5                                             | 22.8                                             |
| Temp. mín. abs. (°C)                             | 12.6                                             | 16.1                                             | 14.0                                             | 14.9                                             | 20.0                                             | 21.2                                             | 15.0                                             | 19.0                                             | 13.0                                             | 17.9                                             | 11.1                                             | 11.6                                             | 11.1                                             |
| Precipitación total (mm)                         | 13.2                                             | 40.6                                             | 84.3                                             | 146.3                                            | 202.4                                            | 315.5                                            | 243.0                                            | 121.7                                            | 160.0                                            | 125.1                                            | 39.7                                             | 14.8                                             | 1506.6                                           |
| Días de precipitaciones (≥ 1.0 mm)               | 1.5                                              | 2.8                                              | 6.6                                              | 9.0                                              | 12.5                                             | 16.2                                             | 13.2                                             | 11.6                                             | 12.7                                             | 11.2                                             | 4.9                                              | 2.1                                              | 104.3                                            |
| Horas de sol                                     | 164.3                                            | 168.0                                            | 173.6                                            | 180.0                                            | 176.7                                            | 114.0                                            | 99.2                                             | 108.5                                            | 114.0                                            | 167.4                                            | 186.0                                            | 192.2                                            | 1843.9                                           |
| Humedad relativa (%)                             | 81                                               | 79                                               | 76                                               | 82                                               | 84                                               | 87                                               | 87                                               | 85                                               | 86                                               | 87                                               | 84                                               | 82                                               | 83                                               |
| Fuente n.º 1: Deutscher Wetterdienst, NOAA       |                                                  |                                                  |                                                  |                                                  |                                                  |                                                  |                                                  |                                                  |                                                  |                                                  |                                                  |                                                  |                                                  |
| Fuente n.º 2: Meteo Climat                       |                                                  |                                                  |                                                  |                                                  |                                                  |                                                  |                                                  |                                                  |                                                  |                                                  |                                                  |                                                  |                                                  |

## Economía

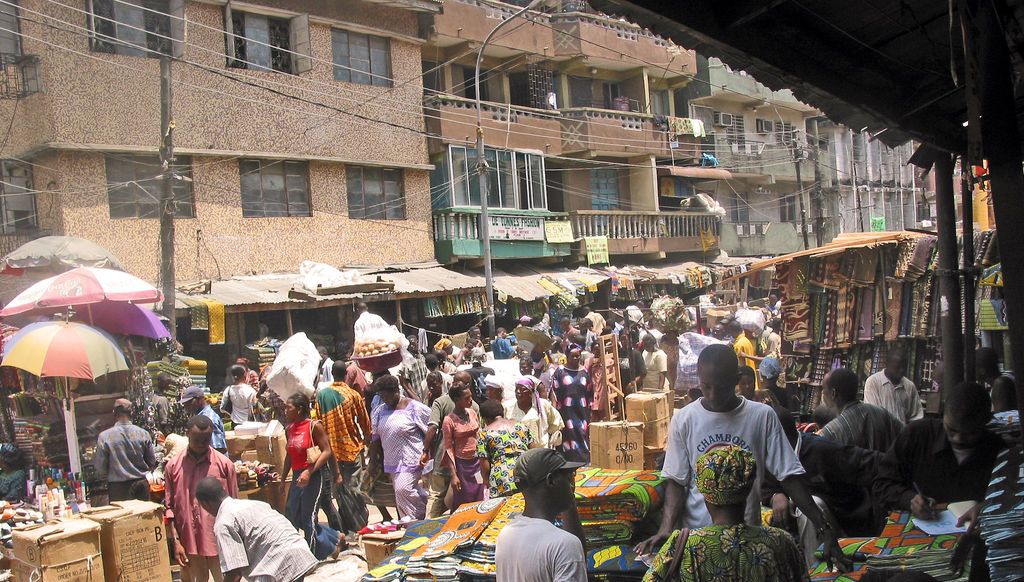
Vista de un típico mercado callejero de la ciudad.

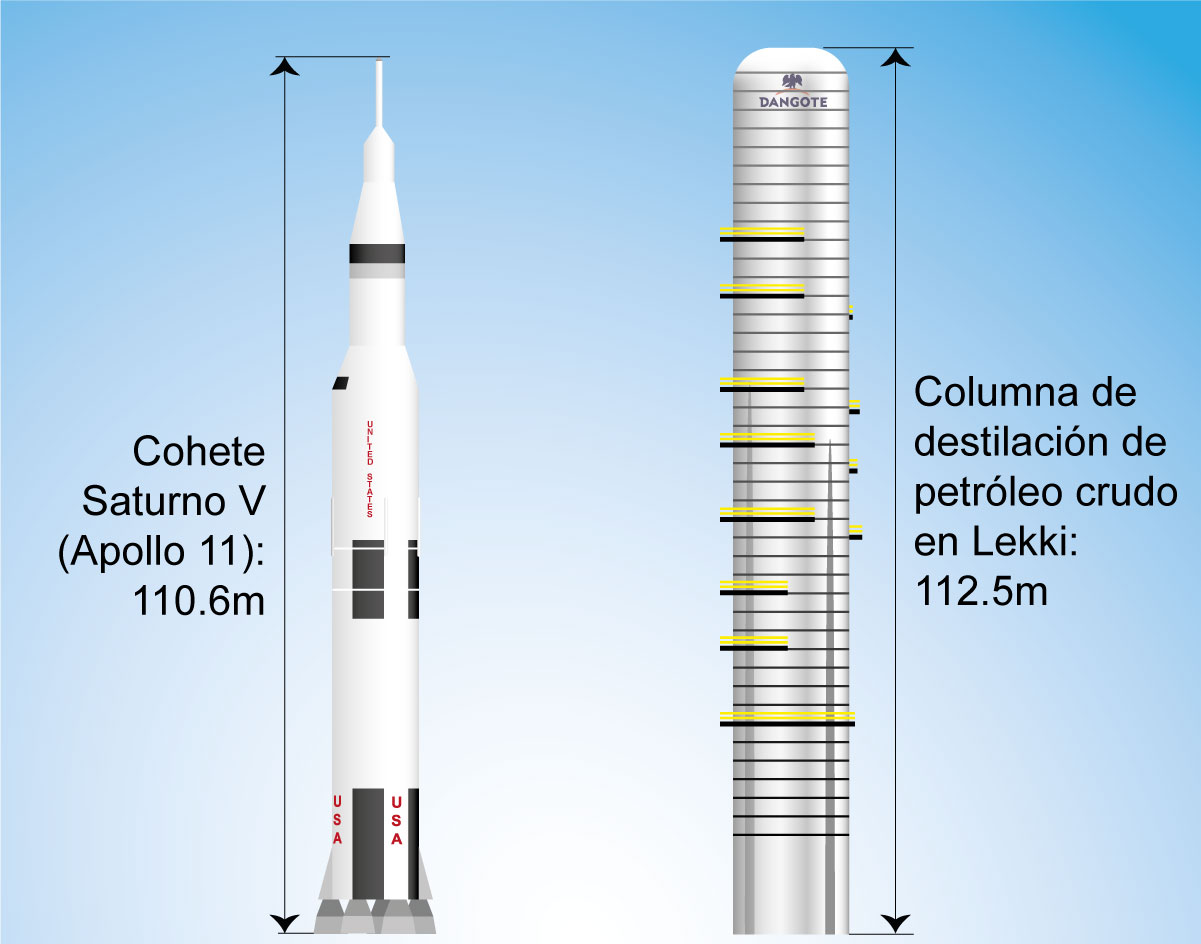
Columna de destilación en comparación de tamaño

Lagos es la ciudad más próspera de Nigeria, además gran parte de la riqueza de la nación y la mayoría de la actividad económica se concentra aquí. La calidad de vida es mayor en Lagos que en cualquier otra parte del país. No obstante, para el 2002, el ingreso total anual del Estado de Lagos es de 220 millones de dólares, por lo que la calidad de vida sigue siendo baja respecto a los estándares mundiales.
La mayoría de los bancos e instituciones financieras a nivel nacional se localizan en la ciudad, así como más de la mitad de la capacidad industrial de Nigeria está radicada en sus suburbios, particularmente en la zona de Ikeja. Destaca de manera notable la gran cantidad de bienes manufacturados que se producen en la ciudad, incluyendo equipos electrónicos, químicos, cervezas, comida procesada y textiles. El puerto de la ciudad es el más grande de toda Nigeria y uno de los más grandes de África, está administrado por la Autoridad Portuaria de Nigeria y se encuentra dividido en tres sectores: El antiguo puerto (actualmente en desuso), el puerto de Apapa que posee una sección para contenedores y es la mayor de las tres secciones y el puerto Tin Can. Además el puerto posee una estación de ferrocarril propia. La principal mercancía del puerto es el petróleo que entre 1997 y 2000 aumentó de manera considerable. El petróleo proporciona además un 20 % del PIB nacional y un 90 % de las ganancias por divisas.
Al este de Lagos, se ha creado una zona de libre comercio con un puerto de aguas profundas asociado. Empresas como BASF, Kellog's y Colgate se han instalado allí. La mayor superficie de la zona franca está ocupada por la recién construida refinería Dangote, la mayor refinería de petróleo de un solo tren del mundo. La refinería puede presumir de otros superlativos, como la columna de destilación más alta (112,5 m) y el regenerador RFCC como la "pieza de acero continua más grande del mundo", que antes de su instalación era el "objeto más masivo en una vía pública de África". La sección de fertilizantes empezó a funcionar en mayo de 2022, el puerto en julio de 2022 y se espera que el resto lo haga a finales de 2022. Se crearán más de 100.000 puestos de trabajo. 
Los vertederos utilizados para enterrar desechos electrónicos provocan la infiltración de plomo en el suelo y, a veces, a los recursos hídricos. Informes de la Organización Mundial de la Salud han relacionado varios riesgos para la salud, como la disfunción de la tiroides en las mujeres y daños irreversibles en el sistema nervioso de los niños, con los residuos electrónicos de los países desarrollados enterrados en Lagos.

## Transporte

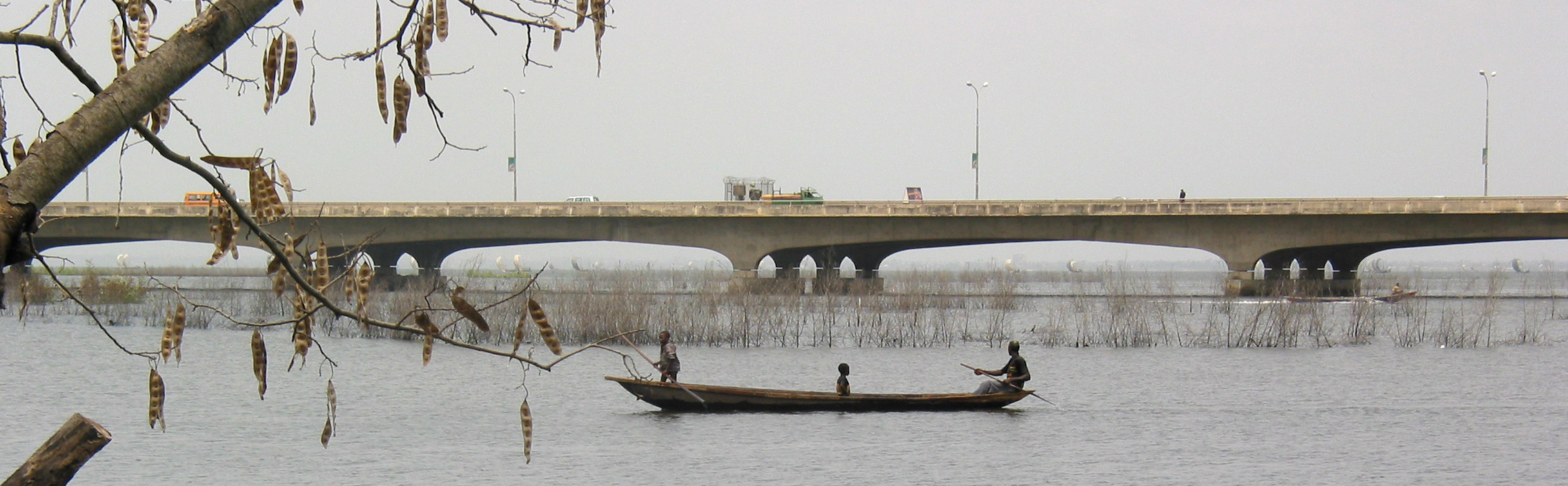
Vista del Tercer Puente de Lagos.

Lagos cuenta con una de las mayores redes de carreteras de la zona oeste de África, no obstante la mayoría de sus autopistas sufren gran congestión en las horas puntas debido en parte a la geografía de la ciudad así como al gran aumento poblacional de forma desorganizada que ésta ha experimentado en los últimos años.
La mayoría de las autopistas fueron construidas por contratistas alemanes, y en la actualidad la mayoría se encuentra en condiciones de conservación aceptables para su uso. Dada la gran importancia del puerto de la ciudad y debido también a que es uno de los motores económicos del continente y a su estratégica situación, tres importantes rutas de la Red de Carreteras Transafricanas tienen origen o fin en Lagos. Al norte la Carretera Transahariana une la ciudad con Argel, en Argelia, al oeste la Carretera Costera de África Occidental une la ciudad con Dakar, en Senegal y al este la Carretera Lagos-Mombasa la une con Mombasa, en Kenia. Para resolver los graves problemas de tránsito, se ha creado la Autoridad de Transporte del Lagos Metropolitano.
Al igual que en otras ciudades africanas, los autobuses destartalados, los taxis compartidos (danfos) y los mototaxis (okadas) circulan en grandes cantidades por las calles de Lagos. Aunque estos medios de transporte público son utilizados masivamente por la población, los robos son comunes, por lo que se recomienda a los turistas no utilizarlos.
Existen ferries que unen las islas que conforman la ciudad con la parte continental de la misma de forma legal aunque es muy común el transporte de pasajeros entre las zonas en botes privados de forma ilegal.
En cuanto al transporte aéreo se refiere la ciudad cuenta con el Aeropuerto Internacional Murtala Mohammed que es considerado peligroso por varias agencias de transporte internacionales, incluyendo a la FAA estadounidense. Durante los años 1990, los robos a turistas desprevenidos dentro y fuera de las instalaciones eran frecuentes, y se acusó a los oficiales de inmigración de ser corruptos, por cobrar impuestos inexistentes y por recibir sobornos. Desde el inicio del siglo XXI, se han tomado medidas para mejorar la reputación del aeropuerto, enfocándose en la seguridad.

## Demografía

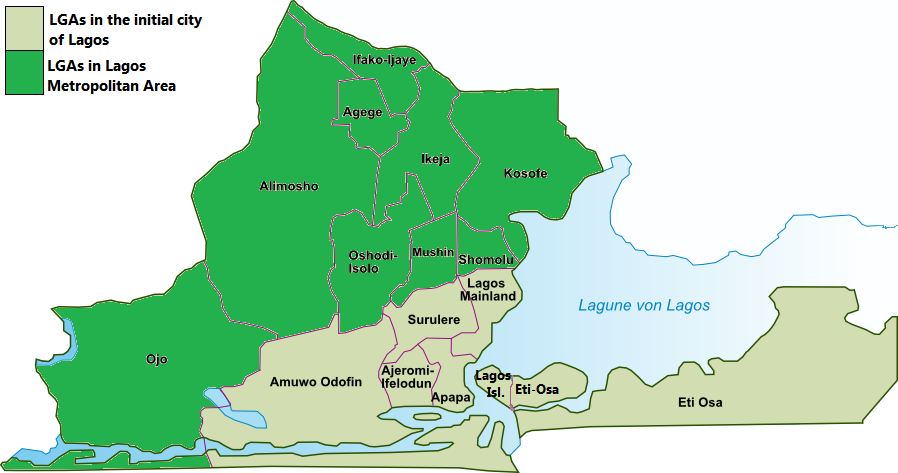
Mapa que muestra las 16 áreas de administración local en la Lagos Metropolitana.

En 1901, en Lagos vivían solo 37 000 personas, en 1921 ya había una cifra cercana a las 100 000 y en 1971 ésta ascendía a 1,2 millones. Como en muchas otras grandes ciudades, en Lagos son también cada vez más grandes los suburbios y ciudades satélites en que el principal crecimiento de la población está teniendo lugar. El siguiente cuadro muestra el crecimiento de la población, calculada sobre la base de la zona urbana (área urbana).
El área metropolitana de Lagos, la llamada "Lagos Metropolitana" en Nigeria, alberga 16 de las 20 Áreas de Gobierno Local del Estado de Lagos, y contiene el 88 % de la población del estado homónimo.
Lagos es, en la mayor parte de los estudios, una de las ciudades con un mayor crecimiento demográfico del mundo. El Estado de Lagos experimenta actualmente un aumento demográfico de aproximadamente 275 000 personas por año. En 1999 la ONU predijo que el área metropolitana de la ciudad, que tenía aproximadamente 290 000 habitantes en 1950, partía de los 20 millones en torno al 2010 y de esta forma se convertiría en una de las diez ciudades más pobladas en el mundo. Esta proyección, sin embargo, debe ser revisada debido a los resultados del censo de 2006.
| Áreas de gobierno local | Superficie (en km²) | Población (Censo 2015) | Densidad (hab/km²) |
| Agege                   | 11.2                | 597 939                | 53 348             |
| Ajeromi-Ifelodun        | 12.3                | 984 105                | 89 474             |
| Alimosho                | 185.2               | 4 277 714              | 23 097             |
| Amuwo-Odofin            | 134.6               | 318 166                | 2364               |
| Apapa                   | 26.7                | 217 362                | 8153               |
| Eti-Osa                 | 192.3               | 287 785                | 1496               |
| Ifako-Ijaiye            | 26.6                | 427 878                | 16 078             |
| Ikeja                   | 46.2                | 313 196                | 6785               |
| Isla de Lagos           | 8.7                 | 209 437                | 24 182             |
| Kosofe                  | 81.4                | 665 393                | 8174               |
| Lagos Continental       | 19.5                | 317 720                | 16 322             |
| Mushin                  | 17,5                | 633 009                | 36 213             |
| Ojo                     | 158.2               | 598 071                | 3781               |
| Oshodi-Isolo            | 44.8                | 621 509                | 13 886             |
| Somolu                  | 11.6                | 402 673                | 34 862             |
| Surulere                | 23.0                | 503 975                | 21 912             |
| Lagos Metropolitana     | 999.6               | 7 937 932              | 7941               |

| 37 000 | 73 766 | 99 690 | 126 108 | 158 500 | 272 000 | 665 000 | 1 200 000 | 1 404 000 | 3 800 000 | 5 195 247 | 7 937 932 | 9 494 085 |

## Cultura

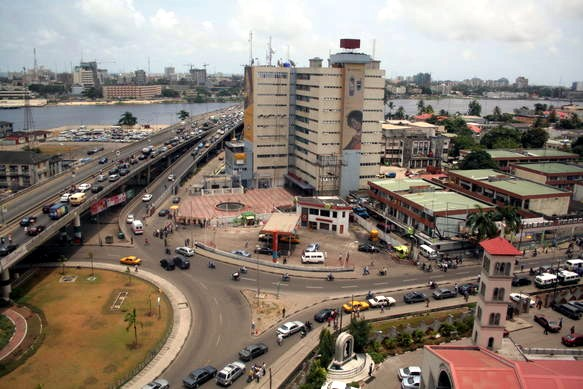
Vista de la "Golden Plaza" en la Isla Ikoyi, a la izquierda del puente Victoria.

Lagos es una ciudad destacada en toda África por su música, pues ha dado a luz una gran variedad de estilos como el Hip hop nigeriano, Highlife, Jùjú, Fuji y Afrobeat.
Lagos es el centro de la industria cinematográfica de Nigeria, a menudo referida como Nollywood y el mercado Idumota en la Isla de Lagos es el centro principal de distribución. Muchas películas son rodadas en la zona de Festac, en la ciudad.
La industria cinematográfica internacional está perdiendo poco a poco seguidores y las películas en idioma yoruba pasan a ser las más vistas en los cines, seguidas del género Bollywood. Las películas no se estrenan y mantienen en pantalla durante un largo periodo de tiempo como en el mundo occidental, sobre todo las películas en lengua yoruba. El cine en inglés, que es controlado principalmente por los igbos, es el más popular y pasa directamente desde los estudios al mercado.
En Iganmu se encuentra el principal centro para las artes escénicas y artísticas de Nigeria, el Teatro Nacional de Arte. Cabe destacar que el músico británico Paul McCartney grabó su tercer álbum pos-Beatles, Band on the Run en un estudio de EMI en Lagos, entre agosto y septiembre de 1973.
La lengua regional y principal de Lagos es el idioma yoruba, aunque también existe un número importante de hablantes de igbo.

## Lugares de culto

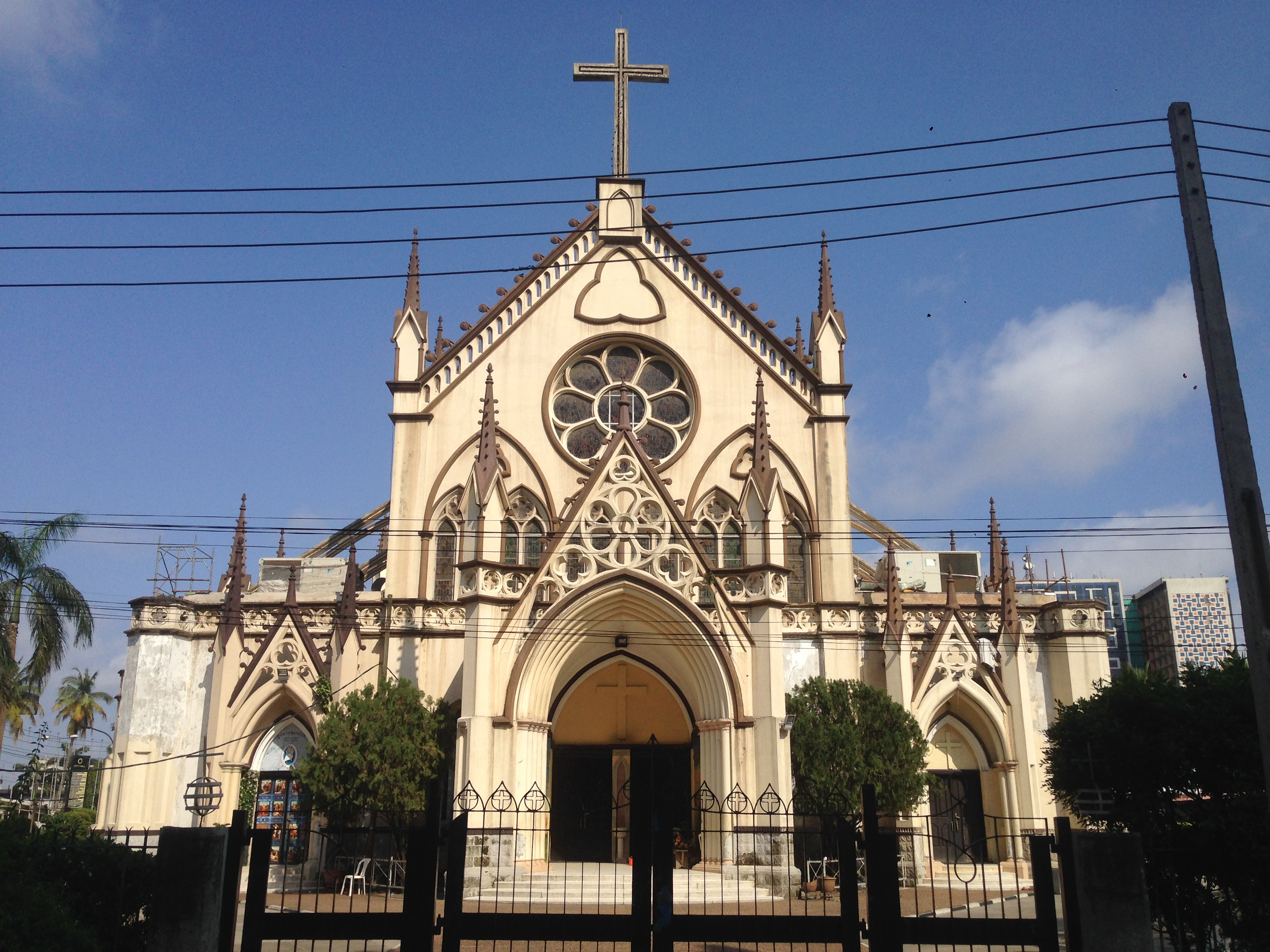
Cathedral of the Holy Cross, Lagos (Iglesia católica)
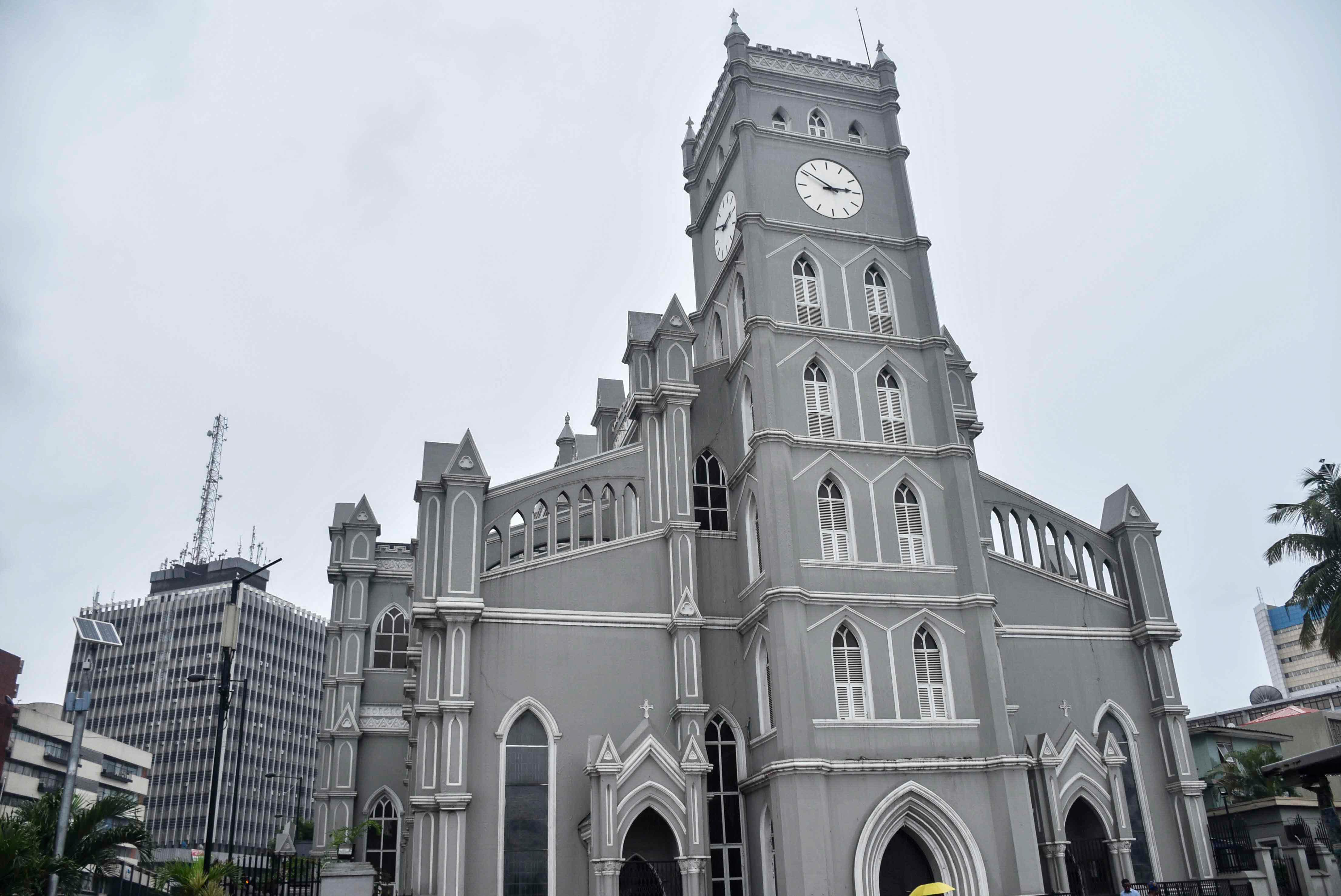
Cathedral Church of Christ, Lagos (Church of Nigeria)
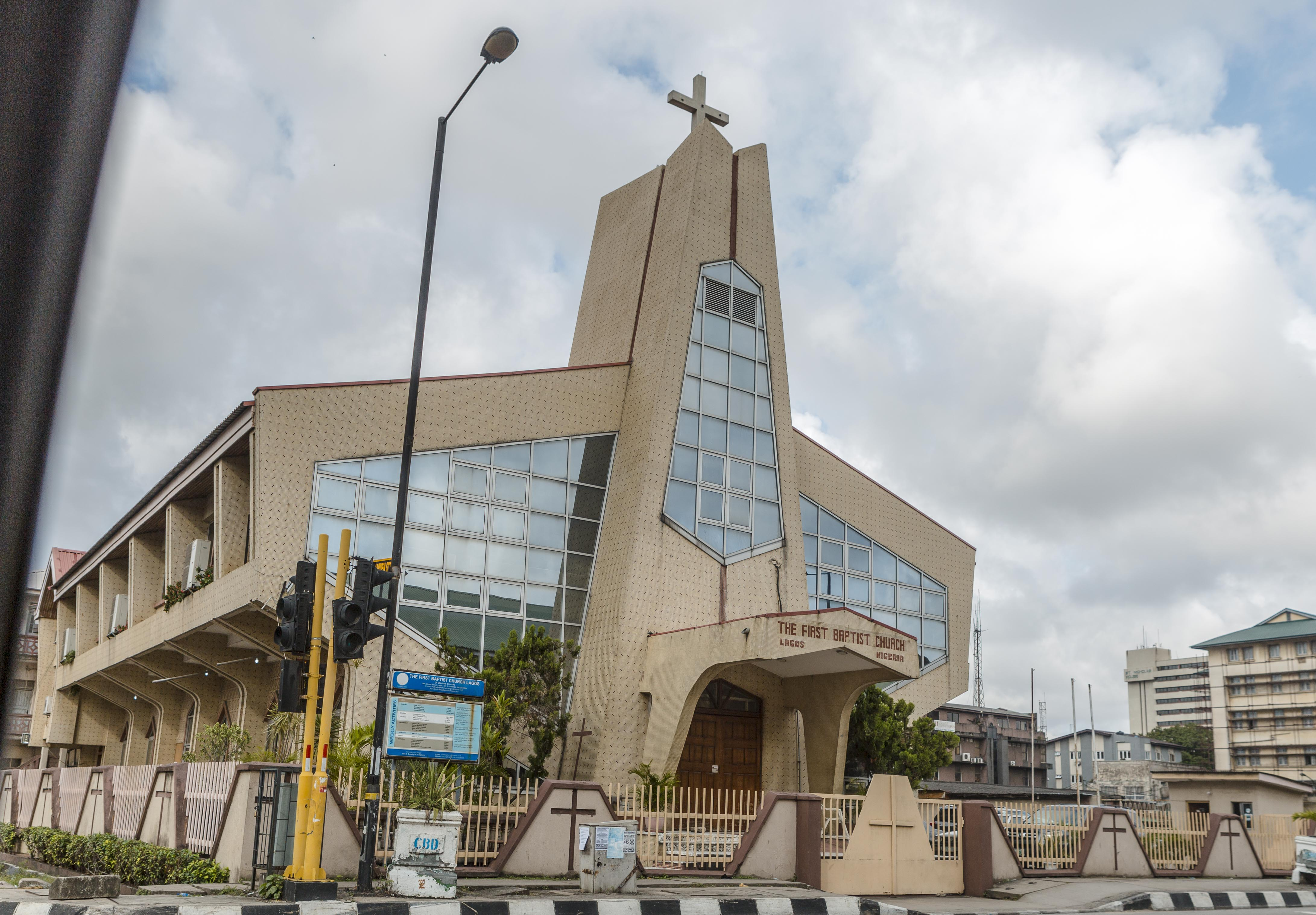
First Baptist Church Lagos (Convención Bautista Nigeriana)
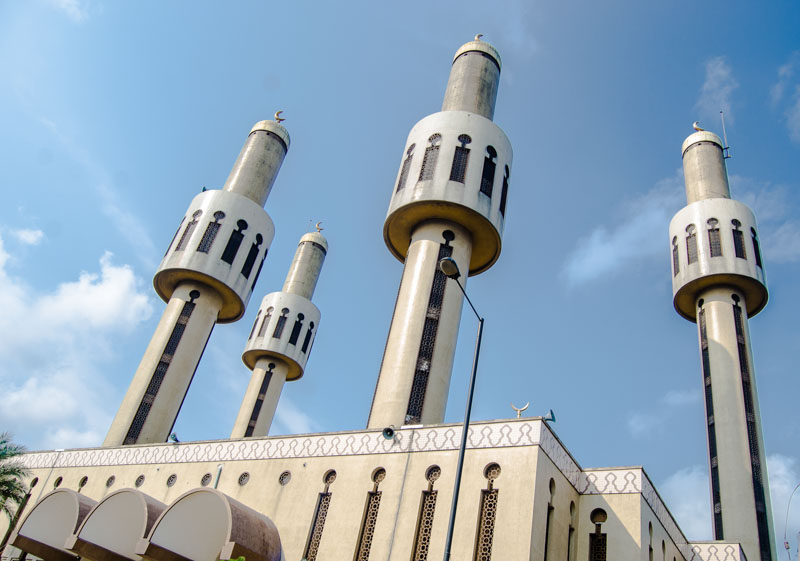
Lagos Central Mosque (Islam)

Entre los lugares de culto, se encuentran iglesias y templos cristianos: Church of Nigeria (Comunión anglicana), Presbyterian Church of Nigeria (Comunión Mundial de Iglesias Reformadas), Convención Bautista Nigeriana (Alianza Mundial Bautista), Living Faith Church Worldwide, Redeemed Christian Church of God, Asambleas de Dios, Arquidiócesis de Lagos (Iglesia católica) y mezquitas islámicas.

## Deporte
Como en el resto de Nigeria en Lagos el deporte más popular es el fútbol y tanto la Asociación de Fútbol de Nigeria (NFA) como la Asociación Estatal de Fútbol de Lagos tienen su sede en la ciudad. A nivel de clubes destacan el Bridge Boys FC y el First Bank FC que juegan ambos en la Liga Nacional de Nigeria, segunda categoría en importancia del país.
La selección de fútbol de Nigeria también conocida como las Súper Águilas jugaba sus partidos como local en el Estadio Nacional de Lagos situado en la ciudad hasta que en 2003 se produjo la apertura del Estadio Abuya en la capital nacional y el equipo se trasladó allí.
Lagos también es sede la promotora de artes marciales mixtas African Knockout.

## Ciudades hermanadas
Lagos está hermanada con las siguientes ciudades:
| - Atlanta, Estados Unidos - Bruselas, Bélgica - Bucarest, Rumanía - Cotonú, Benín - Daegu, Corea del Sur - El Cairo, Egipto | - Fukuoka, Japón - Estambul, Turquía - Jaipur, India - Montego Bay, Jamaica - Newcastle, Reino Unido - Núremberg, Alemania | - Olimpia, Grecia - Puerto España, Trinidad y Tobago - Ra'anana, Israel - Río de Janeiro, Brasil - Salcedo, República Dominicana | - Salzburgo, Austria - Santa Fe, Argentina - Taipéi, Taiwán - Tiflis, Georgia - Toulouse, Francia |